# Публий Корнелий Лентул Сципион (консул 2 г.)
Публий Корнелий Лентул Сципион (на латински: Publius Cornelius Lentulus Scipio) e политик и сенатор на ранната Римска империя.

## Биография
Син е на Гней Корнелий Лентул Авгур (консул 14 пр.н.е.)
През 2 г. Публий Сципион е суфектконсул заедно с Тит Квинкций Криспин Валериан. Консули са били Публий Виниций и Публий Алфен Вар.
Той е баща на Публий Корнелий Лентул Сципион (суфектконсул 24 г.), който е женен за Попея Сабина Старша.